# 2486 Metsähovi
2486 Metsähovi è un asteroide della fascia principale. Scoperto nel 1939, presenta un'orbita caratterizzata da un semiasse maggiore pari a 2,2679610 au e da un'eccentricità di 0,0804896, inclinata di 8,40583° rispetto all'eclittica.
L'asteroide è dedicato all'omonima fattoria sui cui terreni furono edificati varie stazioni osservative finlandesi.
Nel 2007 ne è stata ipotizzata la probabile natura binaria, senza tuttavia assegnare un nome pur provvisorio al satellite.Le due componenti del sistema, distanti tra loro 67 km, avrebbero dimensioni di circa 8,11 e 2,27 km. Il satellite orbiterebbe attorno al corpo principale in 7,192 giorni.